# Dulgher

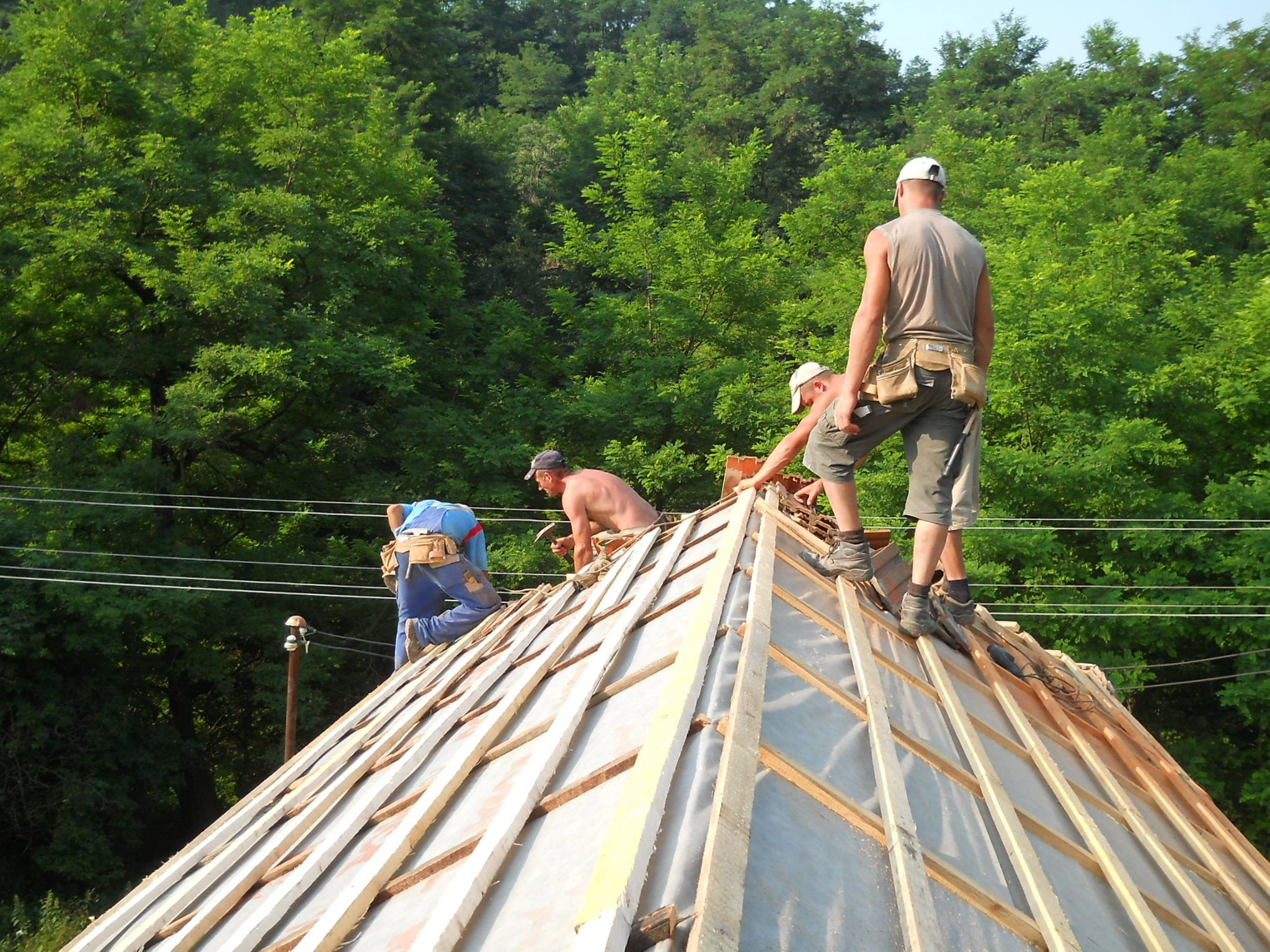
Echipă de dulgheri pe un acoperiș (2011)

Dulgherul este un meseriaș care lucrează în construcții și care execută lemnăria unei case, a unei clădiri sau diverse alte construcții și elemente de construcție din lemn. Odinioară dulgherii se mai numeau și teslari deoarece printre uneltele lor de bază era tesla.
În principal, dulgherul execută două mari categorii de lucrări:
- transformă materialul lemnos brut, fie manual, fie cu mijloace mecanizate, în produse semifabricate necesare realizării elementelor de construcții cum ar fi: grinzi, căpriori, șipci, șindrilă, popi, moaze,  arbaletrieri,  solzi, astereală etc.
- realizează structuri de rezistență din lemn, execută elemente necesare structurii, execută îmbinări conform planurilor de execuție, asamblează structurile de rezistență și, în funcție de situațiile concrete, demontează structurile provizorii din lemn după finalizarea structurii de rezistență pentru care au fost prevăzute. Aceste construcții din lemn masiv pot să fie case din lemn (bușteni sau case de paiantă), acoperișuri de clădiri, poduri peste râuri sau corăbii.